# Carl Lumbly
Carl Lumbly (Mineápolis, Minnesota, 14 de agosto de 1951) es un actor estadounidense de teatro, cine y televisión.
Lumbly se graduó en el Macalester College en St. Paul. Aunque en sus inicios trabajó como periodista en Mineápolis, al designarle un artículo sobre el teatro fue cuando le llamó la atención y empezó poco a poco a introducirse en el mundo de la interpretación. En sus comienzos coincidió con el por aquel entonces desconocido Danny Glover (Lethal Weapon).
Lumbly es más conocido por su interpretación del personaje Marcus Dixon en la serie de televisión Alias. Trabajo en la serie de televisión Super Girl.

## Filmografía

### Cine
| Año  | Título                                                     | Personaje                                      | Notas                  |
| ---- | ---------------------------------------------------------- | ---------------------------------------------- | ---------------------- |
| 1979 | Escape from Alcatraz                                       | Preso                                          |                        |
| 1981 | Caveman                                                    | Bork                                           |                        |
| 1981 | Lifepod                                                    | Keshah                                         |                        |
| 1984 | The Adventures of Buckaroo Banzai Across the 8th Dimension | John Parker                                    |                        |
| 1987 | The Bedroom Window (Falso testigo [Esp])                   | Detective Quirke                               |                        |
| 1988 | Coming to America                                          | Portero del estadio                            |                        |
| 1988 | Judgement in Berlin                                        | Edwin Palmer                                   |                        |
| 1988 | Everybody's All-American                                   | Narvel Blue                                    |                        |
| 1990 | To Sleep With Anger                                        | Junior                                         |                        |
| 1990 | Pacific Heights                                            | Lou Baker                                      |                        |
| 1992 | South Central                                              | Ali                                            |                        |
| 1998 | Batman & Mr. Freeze: SubZero                               | Additional Voices                              | Directo-a-vídeo        |
| 1998 | How Stella Got Her Groove Back                             | Juez Spencer Boyle                             |                        |
| 1999 | Nightjohn                                                  | Nightjohn                                      |                        |
| 2000 | Men of Honor                                               | Mac Brashear                                   |                        |
| 2000 | 9mm of Love                                                | Cue                                            | Corto                  |
| 2002 | Just A Dream                                               | J.M. Hoagland                                  |                        |
| 2003 | Nat Turner: A Troublesome Property                         | Nat Turner - Gray                              | Documental             |
| 2007 | Namibia: The Struggle for Liberation                       | Sam Nujoma                                     |                        |
| 2008 | The Alphabet Killer                                        | Ellis Parks                                    |                        |
| 2008 | Immigrants                                                 | Splits Jackson                                 | Voz. Doblaje en inglés |
| 2010 | Nominated                                                  | Ray Cowan                                      |                        |
| 2012 | Justice League: Doom                                       | Martian Manhunter / J'onn J'onzz / Ma'alefa'ak | Voz. Directo-a-vídeo   |
| 2012 | 0.99                                                       | Carl Westen                                    | Corto                  |
| 2015 | Liga de la Justicia: Dioses y monstruos                    | Silas Stone                                    | Voz. Directo-a-vídeo   |
| 2015 | Quitters                                                   | Dr. Weiss                                      |                        |
| 2016 | Gilpin's Nightmare                                         | Charles Gilpin                                 | Corto                  |
| 2016 | Love Twice                                                 | Rodrigo                                        |                        |
| 2016 | A Cure for Wellness                                        | Wilson                                         |                        |
| 2019 | Doctor Sleep                                               | Dick Hallorann                                 |                        |
| 2022 | I'm Charlie Walker                                         | Willie                                         |                        |
| 2024 | La vida de Chuck                                           | Sam Yarbrough                                  |                        |
| 2025 | Capitán América: Brave New World                           | Isaiah Bradley                                 |                        |

### Televisión
| Año       | Título                                                           | Personaje                                 | Notas                                                                |
| --------- | ---------------------------------------------------------------- | ----------------------------------------- | -------------------------------------------------------------------- |
| 1979      | Emergency!                                                       | Beutel                                    | Episodio: What's a Nice Girl Like You Doing...?"                     |
| 1979      | Undercover with the KKK                                          | Reverendo Lowell                          | Película de televisión                                               |
| 1980      | Lou Grant                                                        | Beutel                                    | Episodio: "Hazard"                                                   |
| 1980      | Taxi                                                             | Cliente #2                                | Episodio: "Fantasy Borough: Parte 1"                                 |
| 1981      | The Jeffersons                                                   | Jimmy                                     | Episodio: "And the Doorknobs Shined Like Diamonds"                   |
| 1981      | B. J. and the Bear                                               | Representante telefónico                  | Episodio: "Intercepted Pass"                                         |
| 1981–1988 | Cagney and Lacey                                                 | Marcus Petrie                             | Personaje principal                                                  |
| 1985      | Great Performances                                               | Theseus                                   | Episodio: "The Gospel at Colonus"                                    |
| 1987      | Conspiracy: The Trial of the Chicago 8                           | Bobby Seale                               | Película de televisión                                               |
| 1989–1990 | L.A. Law                                                         | Earl Williams                             | 6 Episodios                                                          |
| 1991      | Eyes of a Witness                                                | Mambulu                                   | Película de televisión                                               |
| 1991      | Brother Future                                                   | Denmark Vesey                             | Película de televisión                                               |
| 1991      | American Experience                                              | Narrador                                  | Episodio: "Marcus Garvey: Look for Me in the Whirlwind"              |
| 1992      | Back to the Streets of San Francisco                             | Charlie Walker                            | Película de televisión                                               |
| 1992–1993 | Going to Extremes                                                | Dr. Norris                                | Personaje principal                                                  |
| 1993      | Tribeca                                                          | Ernest                                    | Episodio: "The Box"                                                  |
| 1994      | Out of Darkness                                                  | Addison                                   | Película de televisión                                               |
| 1994–1995 | M.A.N.T.I.S.                                                     | Miles Hawkins                             | Personaje principal. Película de televisión                          |
| 1994      | SeaQuest 2032                                                    | Lamm                                      | Episodio: "The Last Lap of Luxury"                                   |
| 1994      | On Promised Land                                                 | Floyd Ween                                | Película de televisión                                               |
| 1994      | Cagney & Lacey: The Return                                       | Marcus Petrie                             | Película de televisión                                               |
| 1996      | America's Dream                                                  | Cal                                       | Película de televisión. Segmento: "The Boy Who Painted Christ Black" |
| 1996      | Chicago Hope                                                     | Michael Johnson                           | Episodio: "Life Lines"                                               |
| 1996      | Nightjohn                                                        | John                                      | Película de televisión                                               |
| 1996      | Touched by an Angel                                              | Willis Thompson                           | Episodio: "Sins of the Father"                                       |
| 1996      | The X-Files                                                      | Marcus Duff                               | Episodio: "Teliko"                                                   |
| 1996–1997 | EZ Streets                                                       | Christian Davidson                        | 9 Episodios                                                          |
| 1997      | The Real Adventures of Jonny Quest                               | William Marcus                            | Voz. Episodio: "Other Space"                                         |
| 1997      | The Ditchdigger's Daughters                                      | Donald Thornton                           | Película de televisión                                               |
| 1997      | Buffalo Soldiers                                                 | John Horse                                | Película de televisión                                               |
| 1998      | The Wedding                                                      | Lute McNeil                               | Película de televisión                                               |
| 1999      | Any Day Now                                                      | Nathan                                    | 2 Episodios                                                          |
| 1997–1998 | Superman: The Animated Series                                    | Alterus / Alcalde                         | Voz. 2 Episodios                                                     |
| 1999      | Border Line                                                      | Detective Mollo                           | Película de televisión                                               |
| 1999      | ER                                                               | Graham Baker                              | 2 Episodios                                                          |
| 1999      | Strange World                                                    | Kevin Manus                               | Episodio: "Eliza"                                                    |
| 1999–2000 | Batman Beyond                                                    | Stalker / Oficial Williams                | Voz. 2 Episodios                                                     |
| 1999–2000 | The Wild Thornberrys                                             | Red Colobus Monkey / Tumbulu              | Voz. 2 Episodios                                                     |
| 2000      | The Color of Friendship                                          | Ron Dellums                               | Película de televisión                                               |
| 2000      | Little Richard                                                   | Bud Penniman                              | Película de televisión                                               |
| 2000      | The West Wing                                                    | Jeff Breckenridge                         | Episodio: "Six Meetings Before Lunch"                                |
| 2000      | The Magnificent Seven                                            | Obediah Jackson                           | Episodio: "The Trial"                                                |
| 2000      | Family Law                                                       | Tom Calloway                              | Episodio: "Affairs of the State"                                     |
| 2001      | American Experience                                              | Frederick Douglass                        | Episodio: "The Massachusetts 54th Colored Infantry""                 |
| 2001      | Kate Brasher                                                     | Jackson Turner                            | Episodio: "Jackson Turner"                                           |
| 2001      | Night Visions                                                    | Dan                                       | Episodio: "A View Through the Window"                                |
| 2001–2004 | Justice League (Liga de la Justicia [Esp])                       | Martian Manhunter / J'onn J'onzz          | Voz. 46 Episodios                                                    |
| 2001–2006 | Alias                                                            | Marcus Dixon                              | Personaje principal                                                  |
| 2002      | Toonami                                                          | Swayzak                                   | Episodio: "Trapped in Hyperspace"                                    |
| 2003      | The Wonderful World of Disney                                    | El Padre                                  | Episodio: "Sounder"                                                  |
| 2003      | Static Shock                                                     | Anansi / Martian Manhunter / J'onn J'onzz | Voz. 4 Episodios                                                     |
| 2004–2006 | Justice League Unlimited (Liga de la Justicia Ilimitada [Esp])   | Martian Manhunter / J'onn J'onzz          | Voz. 18 Episodios                                                    |
| 2005      | Slavery and the Making of America                                | Salomon Northup                           | Episodio: "Seeds of Destruction"                                     |
| 2006      | Battlestar Galactica (Battlestar Galáctica [Esp])                | Danny "Bulldog" Novacek                   | Episodio: "Hero"                                                     |
| 2008      | Cold Case                                                        | Cordell Baker '08                         | Episodio: "Wednesday's Women"                                        |
| 2008      | Grey's Anatomy                                                   | Kurt Walling                              | Episodio: "There's No 'I' in Team"                                   |
| 2008      | Chuck                                                            | Ty Bennett                                | Episodio: "Chuck Versus the Sensei"                                  |
| 2009      | Batman: The Brave and the Bold                                   | Tornado Champion / Tornado Tyrant         | Voz. Episodio: "Hail the Tornado Tyrant"                             |
| 2010      | Black Panther                                                    | Tío S'Yan / Otras voces                   | Voz. 6 Episodios                                                     |
| 2010      | Trauma                                                           | Agente especial Reynolds                  | Episodio: "Tunnel Vision"                                            |
| 2010      | Criminal Minds                                                   | James "Jay-Mo" Morris                     | Episodio: "Devil's Night"                                            |
| 2011      | NCIS                                                             | Beau Hindley                              | Episodio: "Tell-All"                                                 |
| 2012      | Southland                                                        | Joel Rucker                               | 3 Episodios                                                          |
| 2014      | Family Guy                                                       | Oficial de préstamos                      | Voz. Episodio: "Baking Bad"                                          |
| 2014      | Hope: The Last Paladin                                           | Robert Danforth                           | Episodio Piloto                                                      |
| 2015      | The Returned                                                     | Leon Wright                               | 5 Episodios                                                          |
| 2015      | Zoo                                                              | Delavenne                                 | 6 Episodios                                                          |
| 2016      | UnREAL                                                           | Henry Carter                              | Episodio: "Infiltration"                                             |
| 2017      | Six                                                              | Robert Chase Sr.                          | Episodio: "Confession"                                               |
| 2017      | Doubt                                                            | Walter Don Burkes                         | Episodio: "#2.5"                                                     |
| 2017–2018 | NCIS: Los Angeles                                                | Charles Langston                          | 4 Episodios                                                          |
| 2017–2019 | Supergirl                                                        | M'yrnn J'onzz                             | Recurrente                                                           |
| 2019      | This Is Us                                                       | Abe Clarke                                | Episodio: "Our Little Island Girl"                                   |
| 2020      | God Friended Me                                                  | Alphonse Jeffries                         | Episodio: "BFF"                                                      |
| 2020      | Altered Carbon                                                   | Lukas Imani                               | 2 Episodios                                                          |
| 2021      | The Falcon and the Winter Soldier                                | Isaiah Bradley                            | 3 Episodios                                                          |
| 2023      | The Fall of the House of Usher (La caída de la casa Usher [Esp]) | C. Auguste Dupin                          | 8 Episodios                                                          |
| 2023      | Obliterated                                                      | James Langdon                             | 6 Episodios                                                          |

### Videojuegos
| Año  | Título                              | Personaje                       | Notas         |
| ---- | ----------------------------------- | ------------------------------- | ------------- |
| 2004 | Alias                               | Agent Marcus Dixon              |               |
| 2008 | Command and Conquer 3: Kane's Wrath | Brother Marcion                 |               |
| 2010 | BioShock 2: Minerva's Den           | Charles Milton Porter           |               |
| 2012 | Diablo III                          | Witch Doctor - Male             |               |
| 2013 | Injustice: Gods Among Us            | Martian Manhunter/ J'onn J'onzz | No acreditado |
| 2014 | Diablo III: Reaper of Souls         | Witch Doctor - Male             |               |
| 2015 | Heroes of the Storm                 | Nazeebo                         |               |
| 2017 | Tacoma                              | Odin                            |               |

## Teatro
| Año  | Título                        |
| ---- | ----------------------------- |
| 1980 | Eden                          |
| 1997 | Macbeth                       |
| 2013 | The Motherfucker with the Hat |
| 2013 | Storefront Church             |
| 2015 | Let There Be Love             |
| 2015 | Between Riverside and Crazy   |
| 2016 | Red Velvet                    |